# Diego Pampín
Diego Varela Pampín (nascut el 15 de març de 2000) és un futbolista professional gallec que juga com a lateral esquerre al Llevant UE.

## Carrera de club
Nascut a Oleiros, A Corunya, Galícia, Pampín es va incorporar a les categories inferiors del RC Celta de Vigo el 2014, després de representar el Victoria CF i l'Ural CF. Va debutar amb el sènior amb el filial amb només 17 anys el 20 d'agost de 2017, com a titular en una victòria per 2-1 a casa a la Segona Divisió B contra el Pontevedra CF.
Pampín va marcar el seu primer gol com a sènior el 27 d'octubre de 2018, marcant el primer gol del B en un empat a 1 fora de casa contra l'Unionistas de Salamanca CF. Titular habitual de l'equip B en les temporades següents, va marxar l'1 de juliol després que expiri el seu contracte.
El 8 de juliol de 2022, l'agent lliure Pampín va signar un contracte de dos anys amb el FC Andorra, nouvingut a la Segona Divisió. Va debutar com a professional el 29 d'agost, entrant com a substitut de Martí Vilà a la segona part en una derrota per 2-0 fora de casa contra la UD Las Palmas.
Pampín va marcar el seu primer gol com a professional el 10 de setembre de 2023, aconseguint el tercer gol del seu equip en una derrota per 4-3 fora de casa contra el CD Mirandés. El 22 de juliol següent, després del descens ' Tricolors, va fitxar pel Llevant UE de segona divisió amb un contracte d'un any.

## Palmarès
Llevant
- Segona Divisió: 2024–25